# (163693) Атира
(163693) Атира (лат. Atira) — небольшой быстро-вращающийся околоземный астероид, возглавляющий группу Атиры; первый открытый астероид, чья орбита полностью располагается внутри орбиты Земли. Он был открыт 11 февраля 2003 года в рамках проекта по поиску астероидов LINEAR в обсерватории Сокорро и назван в честь Атиры, богини матери-земли и вечерней звезды в мифологии индейцев племени пауни.

Орбита астероида Атира и его положение в Солнечной системе
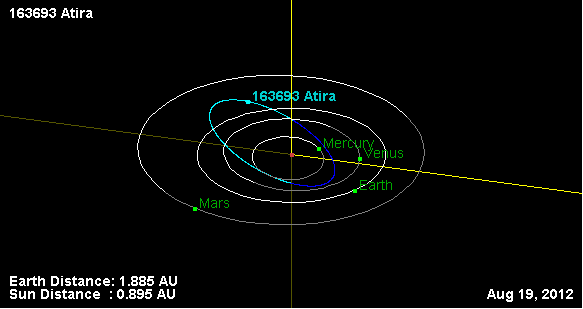
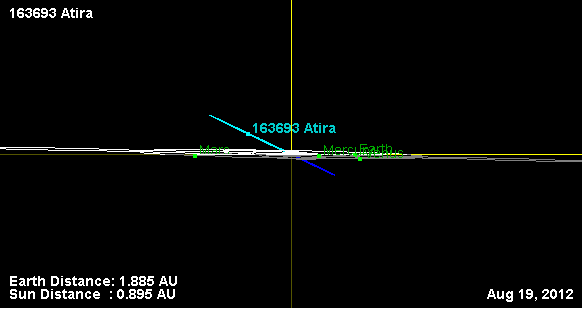
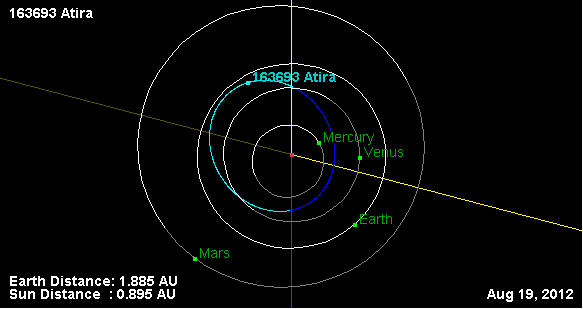

По сложившейся традиции, новая группа околоземных астероидов получает своё название в честь своего первого открытого представителя. Поэтому к выбору имени для данного астероида подошли особенно серьёзно. Поскольку названия астероидов трёх других групп околоземных астероидов (Атоны, Амуры и Аполлоны), начинались с буквы «А», то решено было, чтобы и в данном случае имя данного астероида начиналось с этой же буквы. Поскольку обсерватория, на которой был открыт астероид располагается на юго-западе США, то для выбора названия решено было использовать мифологию индейцев, проживавших в этой местности. Таким образом, теперь астероиды, входящие в эту небольшую, но важную группу околоземных астероидов, носят название астероидов группы Атиры.
Из-за сильно вытянутой орбиты (эксцентриситет 0,322), астероид временами оказывается ближе к Солнцу, чем Венера, и довольно близко подходит к орбите Меркурия, а весь путь по орбите у него занимает всего чуть более 233 земных суток. Имея диаметр 4,8 км, астероид Атира является самым крупным представителем среди всех 17 известных на сегодня тел этой группы.